# Groupe Craiova
Groupe Craiova
(el) Ομάδα Κραϊόβα
(sr) Крајовска група 
(ro) Grupul de la Craiova 
(bg) Крайовска група 
Le Groupe Craiova, Craiova Four ou C4, est un projet de coopération de quatre États européens, la Roumanie, la Bulgarie, la Grèce et la Serbie, dans le but de favoriser leur intégration européenne ainsi que leur coopération économique, énergétique et de transport les uns avec les autres. Le Groupe est né d’une réunion au sommet des chefs de gouvernement de la Bulgarie, de la Roumanie et de la Serbie, qui s'est tenue le 24 avril 2015 dans la ville roumaine de Craiova. Lors de la réunion inaugurale du groupe, le Premier ministre roumain de l’époque, Victor Ponta, a indiqué qu’il avait été inspiré par le groupe de Visegrád. La Roumanie et la Bulgarie ont toutes deux rejoint l'Union européenne le 1er janvier 2007, tandis que la Serbie est en négociations d'adhésion depuis janvier 2014. Depuis octobre 2017, lors de la réunion Varna, en Bulgarie, avec l'inclusion de la Grèce, les réunions sont quadrilatérales,,,,,,.
L'une des premières initiatives, après une réunion à Vidin, en Bulgarie, a été de renforcer les réseaux de télécommunication dans les zones frontalières des pays. D’autres objectifs incluent l’aide à l’adhésion de la Serbie à l’Union européenne.
Le 2 novembre 2018, l’ancien Premier ministre bulgare Boïko Borissov avait déclaré que l’ancien Premier ministre grec Aléxis Tsípras avait proposé une candidature conjointe pour la Coupe du monde de football 2030 par la Bulgarie, la Roumanie, la Serbie et la Grèce lors de leur réunion à Thessalonique. Par la suite, cela est élargi avec des offres proposées pour l'UEFA Euro 2028,.

## Priorités du Groupe
« Nous ne sommes pas les quatre de Visegrad, qui fixent des objectifs pour des politiques communes. Non, nous voulons des infrastructures, des infrastructures numériques et des ports pour stimuler notre croissance économique. »
Ces paroles de l'ancien Premier ministre bulgare Boïko Borissov décrivent les objectifs du Groupe de Craiova comme limités par rapport à d’autres groupes sous-régionaux comme le Groupe de Visegrad. L’accent étroit du C4 sur la connectivité et l’intégration européenne est toutefois façonné par l’héritage du passé. La guerre froide en particulier a divisé le C4 en trois camps géopolitiques – le bloc euro-atlantique (Grèce); le mouvement de non-alignement (Serbie, en tant que partie de la Yougoslavie); et le bloc de l’Est (Bulgarie et Roumanie). L’animosité politique, d’une part, signifiait qu’il n’y aurait par exemple pas d’autoroutes achevées reliant les pays de Craiova à la suite de la chute du rideau de fer. D’autre part, la poursuite de différentes idéologies tout au long de la seconde moitié du XXe siècle a également eu un impact divergent sur les économies et le niveau d’intégration des quatre pays au sein de l’UE. En conséquence, le bloc de Craiova est plus hétérogène que des formats comme le groupe de Visegrad et le Benelux, qui ont des économies plus interconnectées et sont également intégrés au sein de l’UE, ce qui leur permet de poursuivre des objectifs communs plus ambitieux.
Pour remédier à l’hétérogénéité entre eux, les pays de Craiova semblent avoir opté pour une approche de développement imitant, dans une large mesure, celle poursuivie par les États d’Asie du Sud-Est. Le C4 se concentre sur la connectivité des transports et de l’énergie, partageant une vision commune de l’intégration européenne qui s’arrête là où s’arrête l’élargissement de l’Europe du Sud-Est.

## Connectivité
Le premier objectif majeur du Groupe Craiova est de combler les lacunes infrastructurelles existantes et de réinventer l’Europe du Sud-Est en tant que corridor de transit à l’intersection de trois continents, en unissant les efforts sur plusieurs projets ambitieux. Depuis leur première réunion, les chefs du Groupe Craiova ont préconisé la construction d’un anneau d’autoroutes entre Belgrade-Timisoara-Bucarest-Roussé-Sofia auquel s’est ajoutée une extension de Sofia à Thessalonique lors de l’adhésion de la Grèce à la C4. En ce qui concerne le transport ferroviaire, il existe trois groupes notables de projets. Le premier groupe concerne la modernisation du chemin de fer entre Belgrade et Sofia, qui fait partie du corridor paneuropéen X qui relie l’Europe centrale à Istanbul. Le second est le projet Sea2Sea qui relie la mer Égée à la mer Noire et au Danube grâce à la construction d’un chemin de fer à grande vitesse qui relie trois ports grecs (Thessalonique, Kavála, Alexandroúpoli) à trois ports bulgares (Bourgas, Varna sur la mer Noire et Ruse sur le Danube). Le troisième groupe de projets discutés par les États C4 concerne le chemin de fer à grande vitesse Belgrade-Budapest qui doit être prolongé de Belgrade au Pirée en Grèce. Enfin, les trois interconnexions gazières entre la Bulgarie et la Grèce, la Serbie et la Roumanie, qui sont respectivement mises aux enchères, au stade du mémorandum et déjà construites, sont discutées comme des infrastructures qui pourraient permettre le fonctionnement du hub gazier « Balkans » qui doit être situé à Varna, en Bulgarie. L’ensemble des projets comble donc les écarts infrastructurels entre le groupe Craiova, mais aussi ceux qui manquent entre l’Europe du Sud-Est et les régions voisines.

## Comparaison des pays
| Armoiries                      |                                                                                                |                                                                                       | | |
| Drapeau                        |                                                                                                |                                                                                       | | |
| Population                     | 19.638.000                                                                                     | 7.050.034                                                                             | 10.768.477 | 7.001.444 |
| Superficie                     | 238.397 km2                                                                                    | 110.993,6 km2                                                                         | 131.957 km2 | 77.474 km2 |
| Densité de population          | 84,4/km2                                                                                       | 64/km2                                                                                | 82/km2 | 91,1/km2 |
| Gouvernement                   | République constitutionnelle unitaire semi-présidentielle                                      | République constitutionnelle parlementaire unitaire                                   | République constitutionnelle parlementaire unitaire                                                                                                   | République constitutionnelle parlementaire unitaire                                                               |
| Capitale                       | Bucarest – 2.106.144                                                                           | Sofia – 1.238.438                                                                     | Athènes – 664.046 | Belgrade – 1.166.763                                                                                              |
| Ville la plus grande           | Bucarest – 2.106.144                                                                           | Sofia – 1.238.438                                                                     | Athènes – 664.046 | Belgrade – 1.166.763                                                                                              |
| Langue officielle              | Roumain                                                                                        | Bulgare                                                                               | Grec | Serbe |
| Premier chef d'état            | Alexandru Ioan Cuza, des Principautés Unies (premier souverain de l’État unifié moderne)       | Khan Asparuh (fondateur du Premier empire bulgare)                                    | Gouverneur Ioannis Kapodistrias (premier chef d’État de l’État indépendant moderne)                                                                   | Prince Višeslav de Serbie(premier souverain connu par son nom)                                                    |
| Chef du gouvernement actuel    | Premier ministre Marcel Ciolacu (PSD)                                                          | Premier ministre Galab Donev (indépendant (intérimaire)                               | Premier ministre Kyriákos Mitsotákis (Nouvelle Démocratie)                                                                                            | Premier Ministre Ana Brnabić (SNS)                                                                                |
| Chef de l'état actuel          | Président Klaus Iohannis (indépendant mais affilié au PNL)                                     | Président Roumen Radev (indépendant)                                                  | Présidente Ekateríni Sakellaropoúlou (Indépendante)                                                                                                   | Président Aleksandar Vučić (SNS)                                                                                  |
| Principales Religions          | 81% orthodoxie, 6,2% protestantisme, 5,1% catholicisme, 0,2% irréligion, 1,5% autres religions | 59,5% orthodoxie, 9,3% irréligion, 7,9% islam, 0,9% protestantisme, 0,7% catholicisme | 90% orthodoxie, 3% autres chrétiens (sauf catholiques), 4% irréligion, 2% Islam, 3% autres religions (y compris catholiques orientaux et occidentaux) | 84,59% orthodoxie, 4,97% catholicisme, 3.1% Islam, 1.11% irréligion, 0.99% protestantisme, 3,54% autres religions |
| Groupes ethniques              | 88.9% roumains, 6.1% hongrois, 3.3% roms, 0.2% ukrainiens, 0.2% allemands                      | 84.8% bulgares, 8.8% turcs, 4.9% roms, 0.7% autres                                    | - | 83,3% serbes, 3.5% hongrois, 2.1% roms, 2% bosniaques, 9% autres                                                  |
| PIB (nominal)                  | - $348,902 milliards (2023) - $18,530 par personne (2023)                                      | - $100,635 milliards (2023) - $14,893 par personne (2023)                             | - $239,300 milliards (2023) - $22,595 par personne (2023)                                                                                             | - $73,961 milliards (2023) - $10,849 par personne (2023)                                                          |
| PIB (PPA) (2018)               | - $783,903 milliards (2023) - $41,634 par personne (2023)                                      | - $216,267 milliards (2023) - $32,006 par personne (2023)                             | - $418,113 milliards (2023) - $39,478 par personne (2023)                                                                                             | - $173,365 milliards (2023) - $25,432 par personne (2023)                                                         |
| Dette extérieure               | 36,8 % du PIB                                                                                  | 24 % du PIB                                                                           | 160,6 % du PIB | 54,1 % du PIB |
| Monnaie                        | Leu (L) – RON                                                                                  | Lev (лв) – BGN                                                                        | Euro (€) – EUR | Dinar serbe (din) – RSD                                                                                           |
| Indice de développement humain | 0,816 (très élevé, 53ème) 0.725 (IDH élevé, 43ème)                                             | 0,816 (très élevé, 52ème) 0.714 (IDH élevé, 45ème)                                    | 0,872 (très élevé 32ème) 0.766 (IDH élevé, 36ème) | 0,799 (élevé, 63ème) 0.685 (IDH élevé, 55ème)                                                                     |